# 1. Division (Luxemburg) 1927/28
Die 1. Division 1927/28 war die 18. Spielzeit der höchsten luxemburgischen Fußballliga.
Spora Luxemburg gewann den zweiten Titel in der Vereinsgeschichte.

## Abschlusstabelle
| Pl. | Verein                    | Sp. | S  | U | N  | Tore    | Quote | Punkte |
| --- | ------------------------- | --- | -- | - | -- | ------- | ----- | ------ |
| 1.  | Spora Luxemburg           | 14  | 11 | 2 | 1  | 053:200 | 2,65  | 24:40  |
| 2.  | Stade Düdelingen (N)      | 14  | 8  | 0 | 6  | 034:270 | 1,26  | 16:12  |
| 3.  | Red Boys Differdingen (P) | 14  | 6  | 3 | 5  | 041:340 | 1,21  | 15:13  |
| 4.  | Red Black Pfaffenthal     | 14  | 6  | 2 | 6  | 025:230 | 1,09  | 14:14  |
| 5.  | Jeunesse Esch             | 14  | 6  | 2 | 6  | 037:440 | 0,84  | 14:14  |
| 6.  | Fola Esch                 | 14  | 4  | 5 | 5  | 033:380 | 0,87  | 13:15  |
| 7.  | Progrès 08 Grund (N)      | 14  | 5  | 1 | 8  | 029:440 | 0,66  | 11:17  |
| 8.  | Union Luxemburg (M)       | 14  | 1  | 3 | 10 | 025:470 | 0,53  | 05:23  |

| (M) | amtierender Meister             |
| (P) | amtierender Pokalsieger         |
| (N) | Neuaufsteiger aus der Promotion |

### Kreuztabelle
Die Kreuztabelle stellt die Ergebnisse aller Spiele dieser Saison dar. Die Heimmannschaft ist in der linken Spalte, die Gastmannschaft in der oberen Zeile aufgelistet.
| 1927/28               | Spora Luxemburg | Stade Düdelingen | Red Boys Differdingen | RBP | JEU | Fola Esch | PrG | Union Luxemburg |
| --------------------- | --------------- | ---------------- | --------------------- | --- | --- | --------- | --- | --------------- |
| Spora Luxemburg       |                 | 4:2              | 4:2                   | 2:0 | 4:0 | 3:2       | 7:2 | 4:1             |
| Stade Düdelingen      | 1:0             |                  | 5:0                   | 2:1 | 5:2 | 4:2       | 0:1 | 5:3             |
| Red Boys Differdingen | 1:1             | 6:1              |                       | 1:1 | 5:1 | 2:3       | 4:0 | 4:1             |
| Red Black Pfaffenthal | 0:3             | 2:0              | 3:2                   |     | 5:1 | 1:3       | 2:1 | 3:0             |
| Jeunesse Esch         | 4:4             | 2:1              | 2:4                   | 2:1 |     | 4:4       | 5:2 | 4:1             |
| Fola Esch             | 2:7             | 2:1              | 1:1                   | 1:1 | 4:6 |           | 6:2 | 1:1             |
| Progrès 08 Grund      | 1:6             | 0:3              | 7:2                   | 2:4 | 3:1 | 3:0       |     | 2:1             |
| Union Luxemburg       | 2:4             | 2:4              | 4:7                   | 3:1 | 1:3 | 2:2       | 3:3 |                 |

- Progrès 08 Grund – Fola Esch wurde mit 3:0 forfait für Progrès 08 Grund gewertet.
- Red Black Pfaffenthal – Union Luxemburg wurde nach Protest neu ausgetragen. 1 Spiel endete mit 2:5.
- Stade Düdelingen – Progrès 08 Grund wurde neu ausgetragen. Das 1 Spiel wurde beim Stande von 2:1 abgebrochen.